# Yosuzume

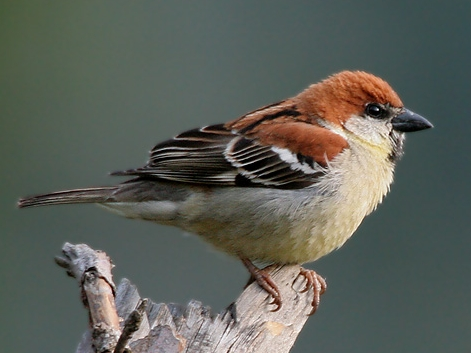
Der Rötelsperling, Gestaltungsvorbild für den Yosuzume.

Der Yosuzume (夜雀; „Nachtsperling“), auch Yoru-suzume gelesen, ist ein fiktives Wesen des japanischen Volksglaubens. Es gehört zur Gruppe der Yōkai und gilt als bösartig.

## Beschreibung
Der Yosuzume soll vor allem in dichten, dunklen Bergwäldern der Insel Shikoku hausen und ausschließlich nachtaktiv sein. Obgleich er in der Gestalt und mit der Größe eines gewöhnlichen Rötelsperlings erscheint, soll sein gesamtes Gefieder so tiefschwarz sein, dass er noch in mondlosen Nächten gut zu sehen sei. Der Yosuzume erscheint schwarmweise und lauert der Überlieferung zufolge einsamen Wanderern auf. Meist soll er durch das Licht einer Laterne oder (in modernen Erzählungen) Taschenlampe angelockt werden, oder wenn der Wanderer zu viel Lärm macht. Dann stürzt sich der Spatzenschwarm kreischend und flügelschlagend auf das Opfer und treibt es gezielt entweder in eine Schlucht oder Jägerfalle oder in die Arme eines menschenfressenden Ungeheuers. Am häufigsten soll sich der Yosuzume mit dem Wolfsdämon Senbiki-ōkami (千疋狼; „Tausendwolf“) verbünden.

## Hintergründe
Der Name dieses Wesens ist ein Kofferwort, das sich aus den japanischen Wörtern Yoru (夜) für „Nacht“ und Suzume (雀) für „Sperling/Spatz“ zusammensetzt. Sowohl historische als auch moderne Erzählungen über Begegnungen mit Yosuzume stammen überwiegend aus den ländlichen Gegenden der Präfektur Aichi, der Präfektur Ehime und der Präfektur Hiroshima.
In Japan (aber auch in China) gelten invasive Spatzenschwärme als das Werk böser Dämonen oder Schwarzmagier, oder als Manifestation eines Fluchs. In Japan sind vor allem die Sperlingsarten Passer rutilans (Rötelsperling), Passer montanus (Feldsperling) und Passer cinnamomeus (Zimtsperling) verbreitet, der Haussperling (Passer domesticus) ist dort nicht vertreten. Die drei erstgenannten Arten treten meist in riesigen Schwärmen auf, die in ländlichen Gegenden Reis- und Getreidefelder plündern und bei den Landwirten verhasst sind. In städtischen Gebieten hingegen gelten viele Spatzenarten als eifrige Insektenvertilger und treue Kulturfolger. Regelmäßig auftretende Spatzeninvasionen waren und sind dem ländlichen Volk also geläufig. Im ländlichen Aberglauben sind viele Vogelwesen bekannt und verbreitet, die auch dem Menschen Schaden zufügen sollen.